# Hohenzollern Dorottya dán királyné
Hohenzollern Dorottya vagy Brandenburgi Dorottya (németül: Dorothea von Brandenburg; 1430/31 – Kalundborg, 1495. november 10.) a Hohenzollern-házból származó, János brandenburg–kulmbachi őrgróf és Barbara szász–wittenbergi hercegnő lányaként született brandenburgi őrgrófnő, aki házasságai révén Dánia, Norvégia és Svédország koronázott királynéja. Első házasságára 1445. szeptember 12-én került sor Koppenhágában, férje az akkor kalmari unió királyaként uralkodó Wittelsbach-házi Bajor Kristóf volt. Az ő 1448 januárjában bekövetkezett halálát követően hozzáment az ezen év szeptemberében királlyá választott Oldenburg-házi I. Keresztélyhez 1449. október 28-án, szintén Koppenhágában.

## Gyermekei
Dorottyának a két házassága közül csak a második volt termékeny:
- Olaf (1450–1451)
- Knud (1451–1455)
- János (1455. február 2. – 1513. február 20.)
- Margit (1456. június 23. – 1486. július 14.)
- Frigyes (1471. október 7. – 1533. április 10.)

## Fordítás
- Ez a szócikk részben vagy egészben  a   Dorothea of Brandenburg című angol Wikipédia-szócikk fordításán alapul.  Az eredeti cikk szerkesztőit annak laptörténete sorolja fel. Ez a jelzés csupán a megfogalmazás eredetét és a szerzői jogokat jelzi, nem szolgál a cikkben szereplő információk forrásmegjelöléseként.